# Broszki (rejon jaworowski)
Broszki (ukr. Брожки) – wieś na Ukrainie, w rejonie jaworowskim obwodu lwowskiego.
W drugiej połowy XIX wieku właścicielem dóbr tabularnych Morańce był br. Seweryn Horoch.